# Représentation des animaux dans l'art médiéval occidental
Cet article concerne les représentations animales au Moyen Âge. Pour le genre littéraire, voir Bestiaire. Pour les autres significations, voir Bestiaire (homonymie).

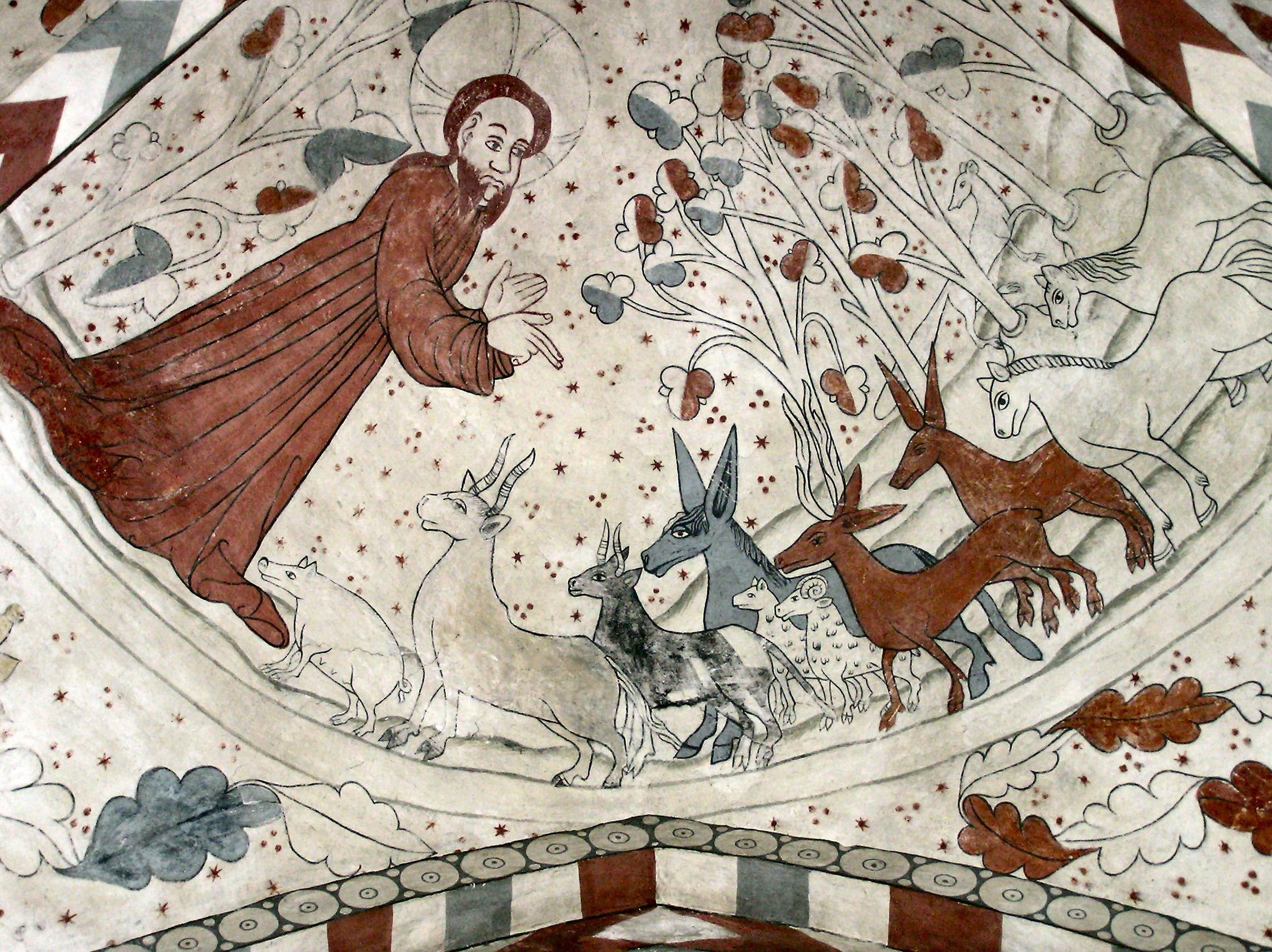
Dieu créant les animaux, 1480, fresques de l'église de Vittskövle, Suède

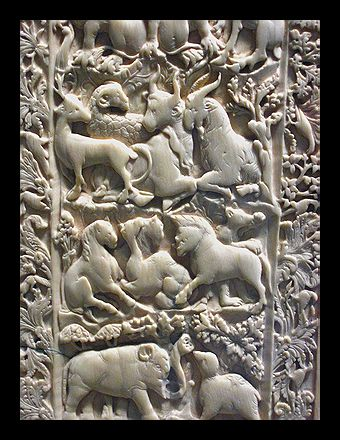
Plaque dite « du Paradis terrestre », Ivoire (vers 870-875) Collections du Louvre

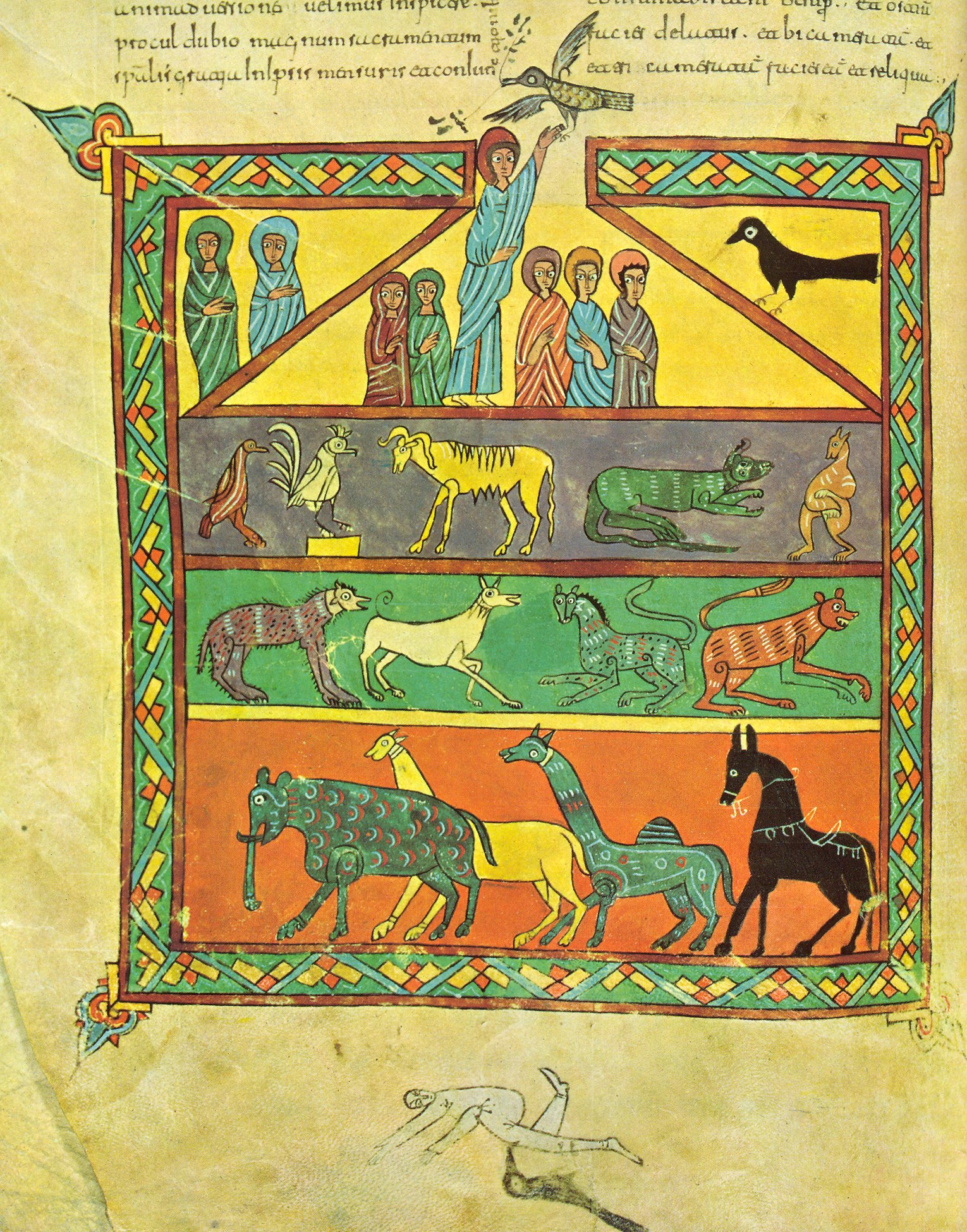
Beatus d'Urgell, Ms 26 f° 82v, L'Arche de Noé, c. 975

La représentation animale dans l'art médiéval est riche par la diversité des formes artistiques et des animaux représentés, qu'ils soient réels ou imaginaires. Ces représentations médiévales sont grandement influencées par le christianisme : elles sont décoratives, mais surtout symboliques. Les animaux représentent la Création, le Bien et le Mal, Dieu ou le Diable. Ils s'épanouissent dans les églises, sur les vitraux, les bas-reliefs ou les pavages, seuls media d'apprentissage pour l'illettré qui compose la majorité de la société médiévale. Ainsi, on retrouve les animaux sculptés sur les chapiteaux des églises ou les plaques d'ivoires, peints dans les enluminures des manuscrits ou dans des fresques des églises, ainsi que dans des œuvres d'orfèvrerie, les sceaux, les tapisseries et les vitraux.
L'interprétation des animaux est complexe. En effet, il arrive qu'ils soient difficiles à identifier ou qu'un même animal ait plusieurs symboliques, parfois même opposées, comme le lion symbole du Christ mais aussi de l'Antéchrist.

## L'animal au Moyen Âge
L'art du Moyen Âge est principalement un art sacré qui reflète la relation privilégiée entre Dieu et l'homme, créé à son image. L'animal soumis et imparfait apparaît souvent confronté ou dominé par l'homme, mais un deuxième courant de pensée issu de Saint Paul et d'Aristote qui se développe surtout à partir du XIIe siècle inclut dans la même communauté des créatures vivantes l'animal et l'homme.
Durant l'ère chrétienne, l'attachement de l'Église à faire disparaître le paganisme entraîne un renouveau de l'art symbolique. Les représentations de l'art roman sont toujours fantaisistes et reflètent le faible lien unissant l'homme et l'animal à cette époque. L'animal devient une allégorie, par exemple la colombe représente la paix.
Créature de Dieu, l'animal aide l'homme à interpréter le monde, dans un rôle symbolique et moralisateur, particulièrement représenté dans les bestiaires et les volucraires. Puis à partir du XIIIe siècle, les encyclopédies se développent, en partie à la suite de la traduction des œuvres d'Aristote. L'animal a sa place dans ces inventaires qui se défont peu à peu des moralisations, et certains développent des aspects pratiques pour l'élevage des animaux.
De fait l'animal est très présent dans la vie du Moyen Âge, comme en témoignent les représentations des mois dans les livres d'heures mais aussi les contes, fables et satires, comme le Roman de Renart, le roman de Fauvel ou les Fables de Marie de France.

### Dans la religion

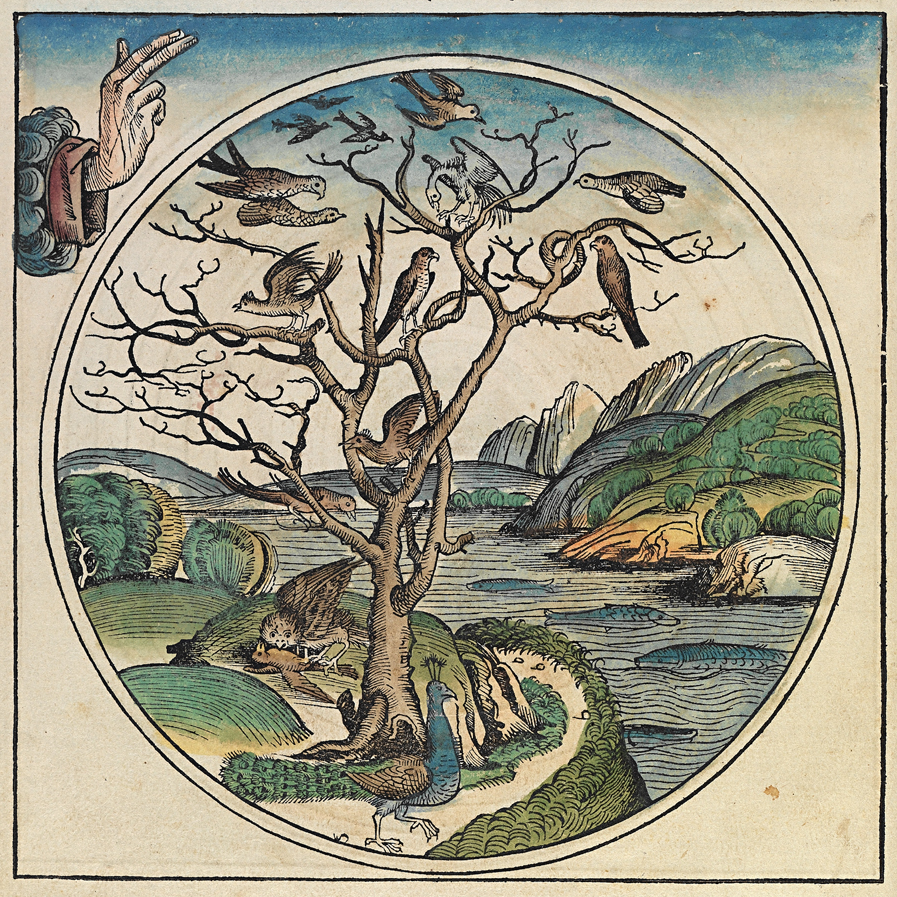
Chroniques de Nuremberg d'Hartmann Schedel, folio 4 verso, incunable, 1493

L'histoire chrétienne des animaux commence par leur création décrite dans la Genèse. Dans le premier récit de la Genèse, Dieu crée les animaux comme ornementation du monde avant de créer l'homme et la femme à son image. Les poissons de la mer et les oiseaux du ciel sont créés le cinquième jour, suivis par les bêtes de la terre au sixième jour.
Dans le second récit de la Genèse, Dieu destine les animaux à aider l'homme. Adam nomme les animaux, asseyant ainsi sa supériorité.
- Le Jardin d'Eden
- L'Arche de Noé
- L'Apocalypse
- homme créé à l'image de Dieu opposé à l'animal
- communauté d'êtres vivants (Aristote), animal créature de Dieu, procès faits aux animaux[6]
- compagnon du saint, Légende dorée, Miroir historial de Vincent de Beauvais[7]

### Dans la connaissance
- Bestiaires, Aviarum
- Encyclopédies

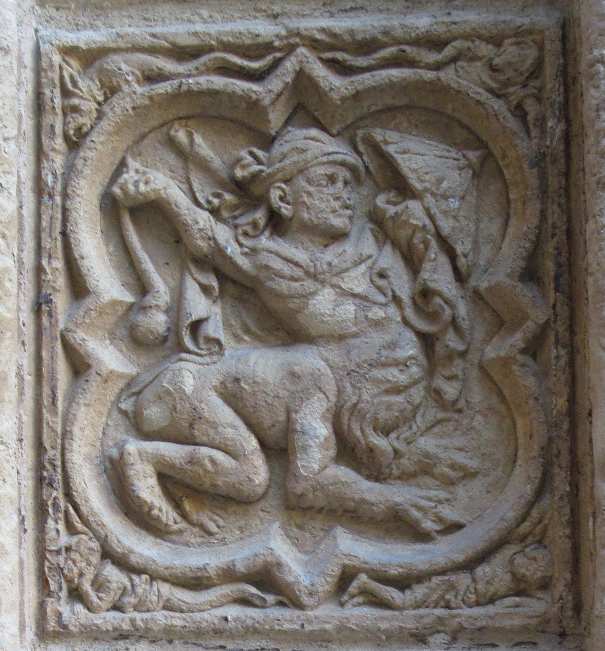
Figure hybride du portail septentrional de la cathédrale de Rouen (fin XIIIe siècle)

Pour décrire la faune, l'homme du Moyen Âge accorde plus d'importance à l'allégorie et à la symbolique des animaux qu'à l'observation. La transmission des connaissances se fait par l'intermédiaire des auteurs anciens qui font autorité. Vers le XIIe siècle, on voit apparaître dans les bestiaires anglais une première taxinomie qui distingue les quadrupèdes, les oiseaux, les poissons et les reptiles. Ensuite, à partir du XIIIe siècle, les notions de science et d'histoire naturelle commencent à se développer. Ainsi l'empereur Frédéric II ose remettre en cause Aristote et utilise l'observation et l'expérimentation pour élaborer son traité de fauconnerie, De arte venandi cum avibus.
Dans les descriptions des bestiaires, la distinction entre animaux familiers et sauvages, communs ou exotiques, animaux réels et imaginaires n'entre pas en compte. De fait, l'existence même des animaux, en particulier de ceux qui figurent dans la bible comme le dragon ou la licorne, ne sera remise en cause que beaucoup plus tard : Edward Topsell les fait encore figurer dans son History of Four-Footed Beastes (1607). De plus, certains animaux exotiques comme le crocodile peuvent avoir été familiers des auteurs antiques (le Physiologos source des bestiaires a été écrit près d'Alexandrie) tandis que le lion, par sa présence dans les ménageries est beaucoup moins exotique qu'on pourrait le penser[réf. nécessaire].
La liste des animaux connus au Moyen Âge comprend un certain nombre d'êtres hybrides tels les sirènes, les centaures ou encore le Bonnacon, cheval à tête de taureau avec des cornes de bélier. Par la présence de nombreuses chimères, la représentation animale va même au-delà des espèces nommées, comme sur le portail septentrional de la cathédrale de Rouen ou sur une centaine de créatures ne semblent pas correspondre à une espèce connue.

### Dans la société
- Livres de chasses
- Fables
- Sceaux: Les sceaux du Moyen Âge sont des supports sur lesquels trouvaient leur place beaucoup d’animaux présents dans la littérature médiévale. Oiseaux, poissons, mammifères ou encore serpents peuplaient ces empreintes, de même que les créatures hybrides évoquées ci-avant. Parmi ces sceaux, citons celui de Jean de Franquerue (XIIe siècle), qui semble présenter une grylle, une tête d’homme adossée à une tête et des jambes de cheval et  à une tête d’aigle, accompagné d’une quintefeuille, sur champ de croisettes[13]. Sur le sceau de Philippe III de Bourgogne, nous pouvons aussi voir deux lions supportant l'écu du duc. Comme nous pouvons le remarquer grâce à ces exemples, ces figures occupent aussi bien une place de second ordre (support d'héraldique), que de premier ordre sur l’objet. L’iconographie animale était donc bien accessible et répandue au sein de la société médiévale. Elle se dote, en plus d’une fonction symbolique, d’un rôle identitaire, le sceau étant l'imago de l'homme, son image personnelle, celle qui le prolonge, l’emblématise et le symbolise, celle qui est à la fois lui-même et le double de lui-même[14].

## Évolution et influences de la représentation animale au cours du Moyen Âge
Au cours du Moyen Âge, la représentation animale va évoluer passant d'une imagerie codifiée issue de multiples influences à une représentation naturaliste dont témoignent par exemple les croquis d'après nature faits dans la ménagerie des Visconti ou de Frédéric II, comme le lion de Villard de Honnecourt.
La plupart des descriptions animales se fondent sur le Physiologus, bestiaire antique écrit en grec au IIe ou IIIe siècle à Alexandrie, puis traduit en latin au IVe siècle. L'Occident a également reçu l'influence orientale et dragons et griffons se greffent aux animaux occidentaux. Les animaux familiers sont représentés en particulier au travers des scènes de la vie paysanne dans les livres d'heures du XVe siècle.

### Héritage et influences
Art paléochrétien :
- Poisson ichthus
- catacombes

Art islamique

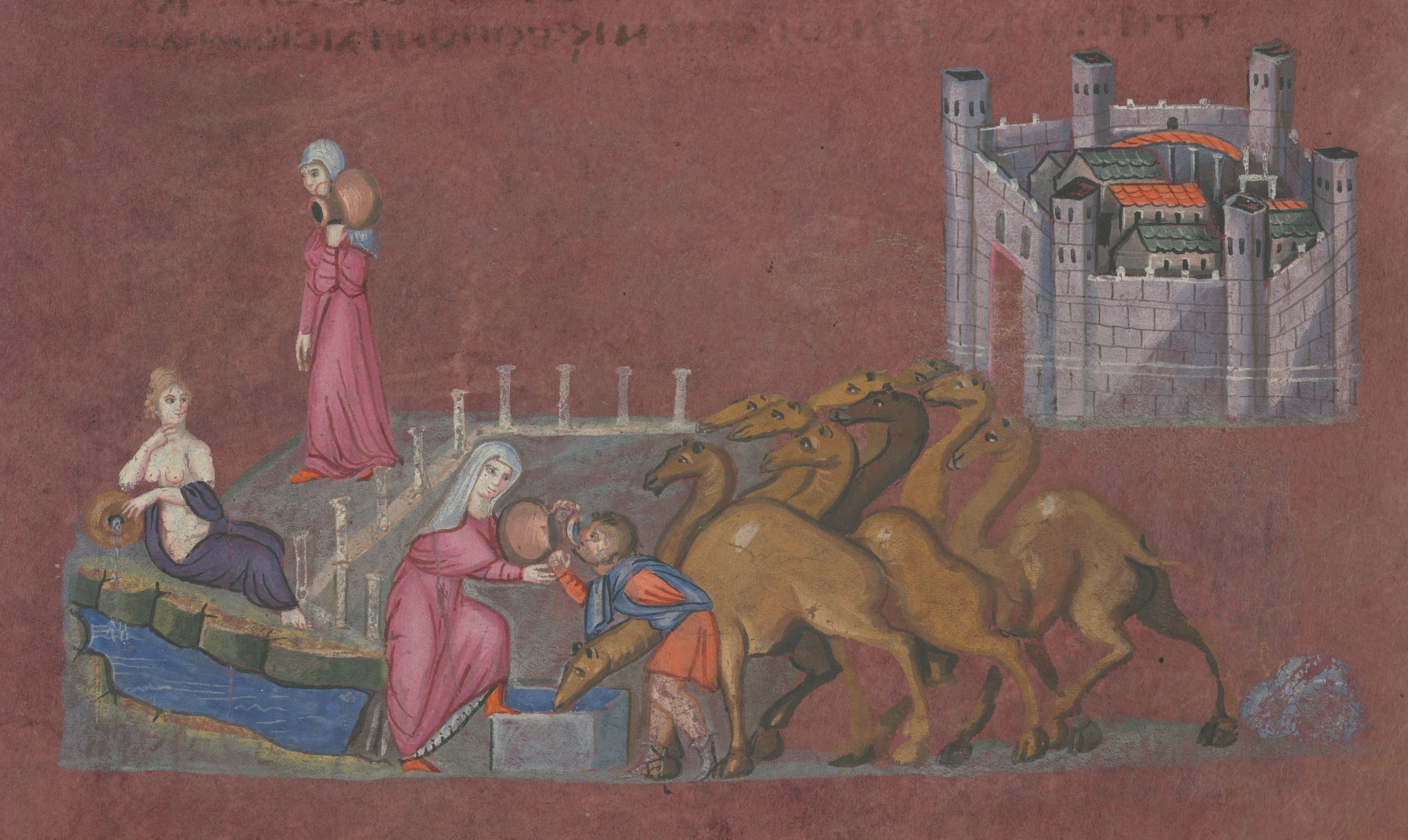
Genèse de Vienne, Rebecca au puits, fin VIe siècle, Bibliothèque nationale autrichienne

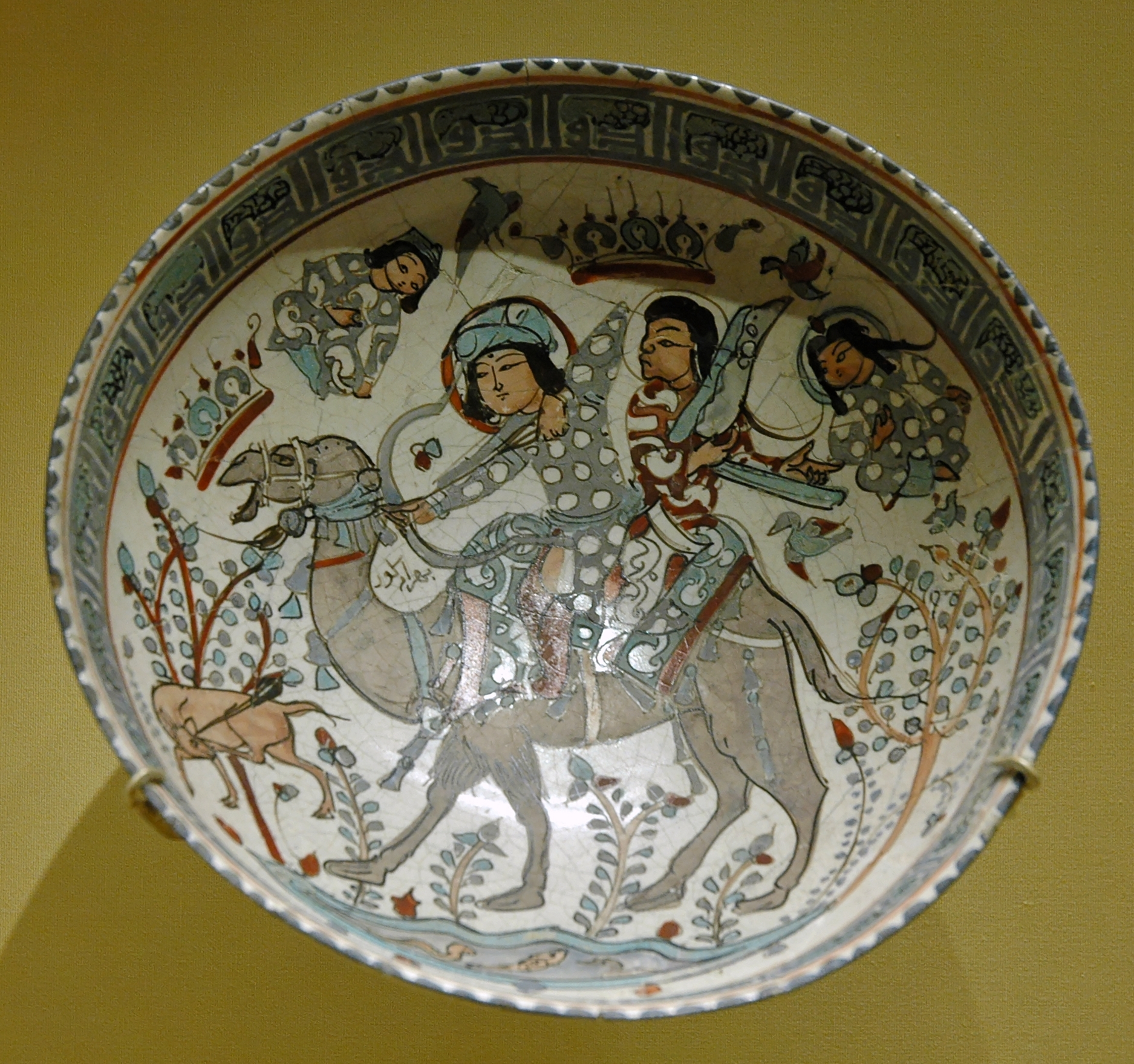
Bol avec Bahram Gûr, héros du Shahnama (Livre des rois) et Azadeh, la joueuse de harpe. Iran, fin XIIe siècle, début XIIIe siècle. Metropolitan Museum of Art (MET 57.36.14).

À partir du IXe siècle, l'aniconisme musulman est respecté pour les espaces religieux à des rares exceptions, en particulier les mosquées anatoliennes. Des illustrations figuratives sont présentes dans des œuvres profanes, dans des manuscrits enluminés et dans l'art de la céramique.
Influence orientale
- Tissus

### Haut Moyen Âge (500 – 987)
Art byzantin

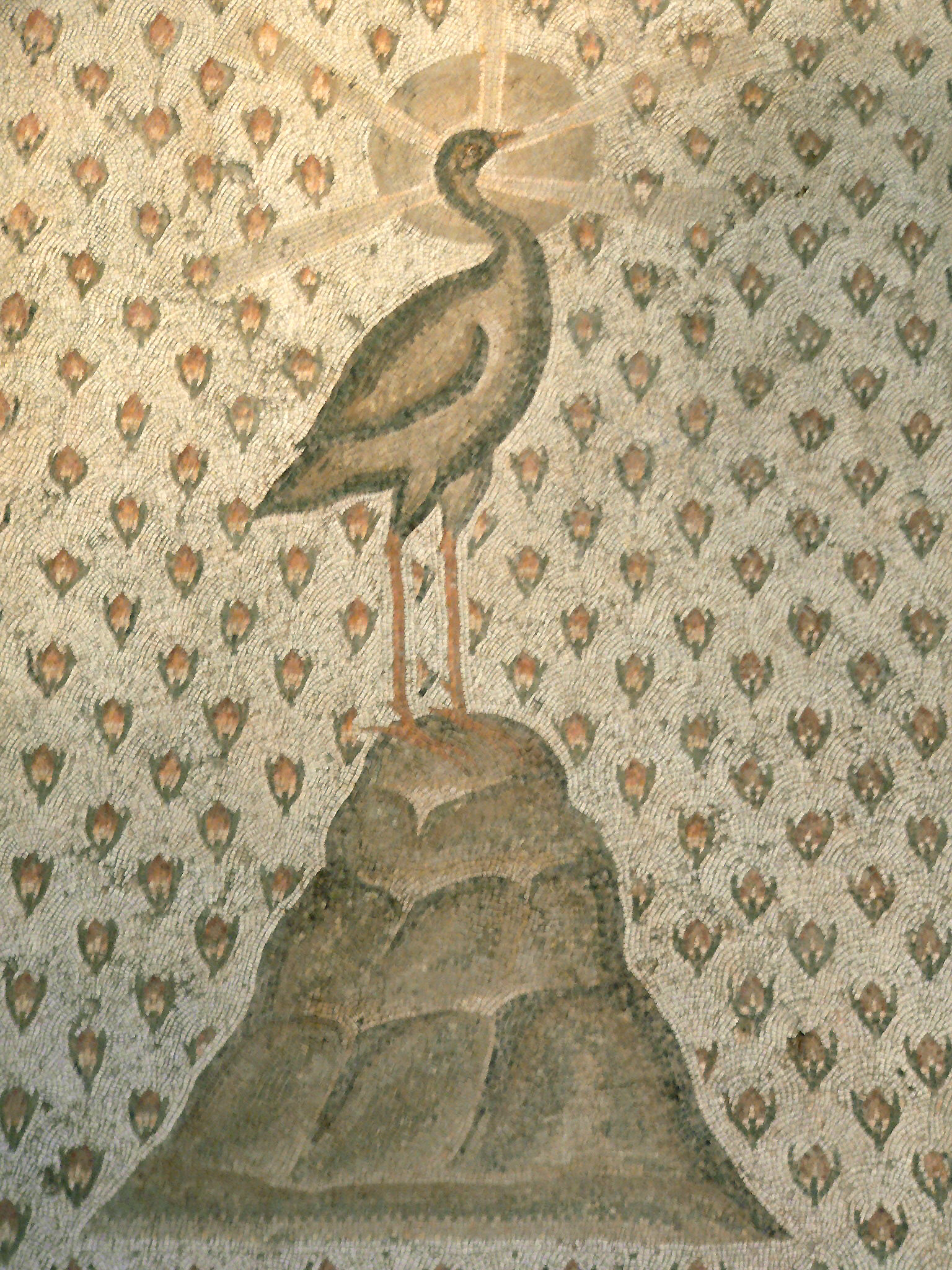
Mosaïque du Phénix, détail, Antioche, VIe siècle, Musée du Louvre

- Mosaïque-tapis, Antioche VIe siècle

Art des migrations
Style animal
Art préroman

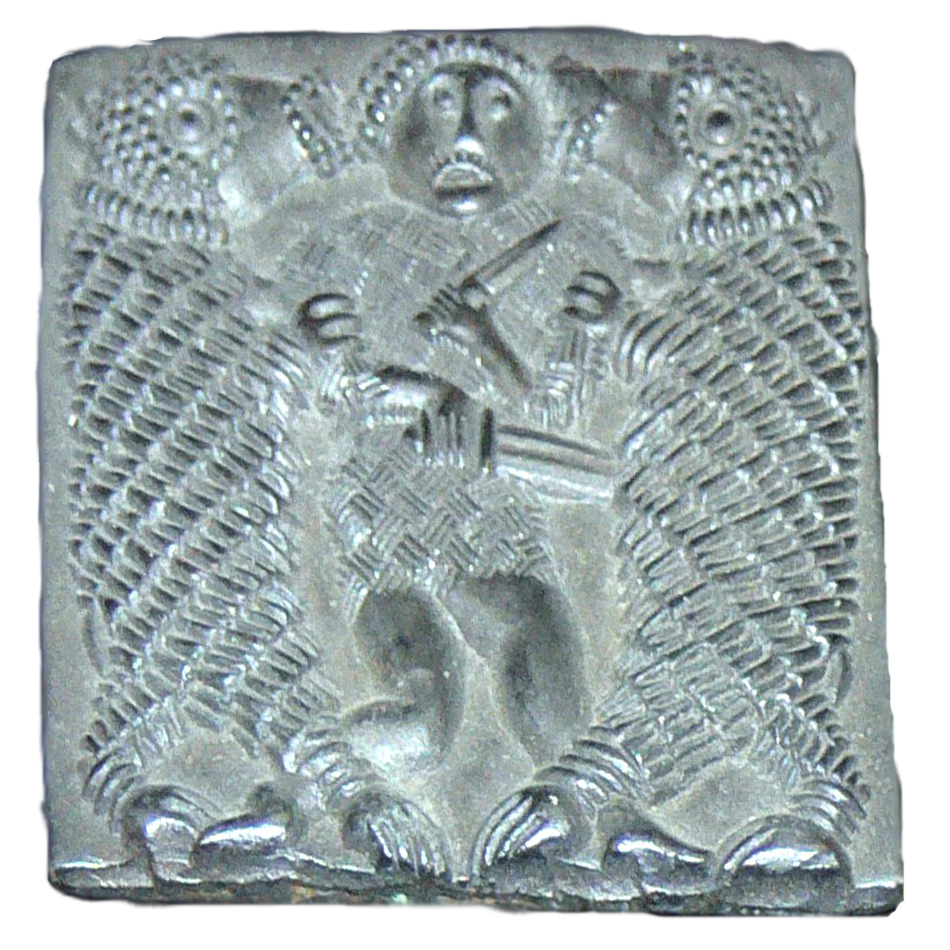
Homme aux prises avec deux bêtes féroces, coin de bronze de Torslunda (Öland, Suède), VIIe siècle

Dans l'enluminure mérovingienne, on voit apparaître des lettrines zoomorphes. Des poissons et des oiseaux décorent par exemple le Sacramentaire de Gellone de la fin du VIIIe siècle.

### Art roman
L'artiste roman s'inspire de motifs antiques païens qu'il réinterprète suivant le courant de pensée de l'époque. Le sens devient religieux et moral, ce qui donne parfois lieu à une modification des formes antiques.
Du point de vue du sens, la sirène, séductrice antique, se retrouve associée à la luxure. Elle conserve son aspect antique de sirène-oiseau avec des ailes et des serres, image qu'Isidore de Séville justifie par le fait que « l'amour vole et griffe ». En parallèle, le motif de la sirène-poisson apparait, résultat de l'assimilation avec les tritones. Il se présente sous deux formes, à queue unique ou bifide.

#### Art cistercien
Ouvrage du début de l'art cistercien, la Bible d'Étienne Harding se compose d'un premier tome orné d'initiales dorées et d'un second tome présentant de riches enluminures. Mais avec Saint-Bernard un art austère s'annonce. En 1140, il s'insurge contre les décorations des cloîtres, en particulier le bestiaire sculpté : « Mais que signifient dans vos cloîtres, là où les religieux font leurs lectures, ces monstres ridicules, ces horribles beautés et ces belles horreurs? À quoi bon, dans ces endroits, ces singes immondes, ces lions féroces, ces centaures chimériques, ces monstres demi-hommes, ces tigres bariolés, ces soldats qui combattent et ces chasseurs qui donnent du cor? ».
Les Statuts de Cîteaux (1150-1152) proclament « Nous interdisons que l'on fasse des sculptures ou des peintures dans nos églises ou dans les autres lieux du monastère, parce que pendant qu'on regarde, on néglige souvent l'utilité d'une bonne méditation et la discipline de la gravité religieuse ». L'art cistercien se caractérise alors par des décors dépouillés, éventuellement des végétaux stylisés. Dans les manuscrits, l'or est banni, seule une couleur différente peut être utilisée pour les initiales. Avant l'explosion gothique, la figuration revient peu à peu avec par exemple les modillons de l'abbaye de Flaran, les culots de Silvacane, ou encore le cloître de l'abbaye de Valmagne. Henri Focillon dira « les cisterciens expulsèrent de l'art religieux ce qui restait encore de faste et de mystère oriental »

### Art gothique

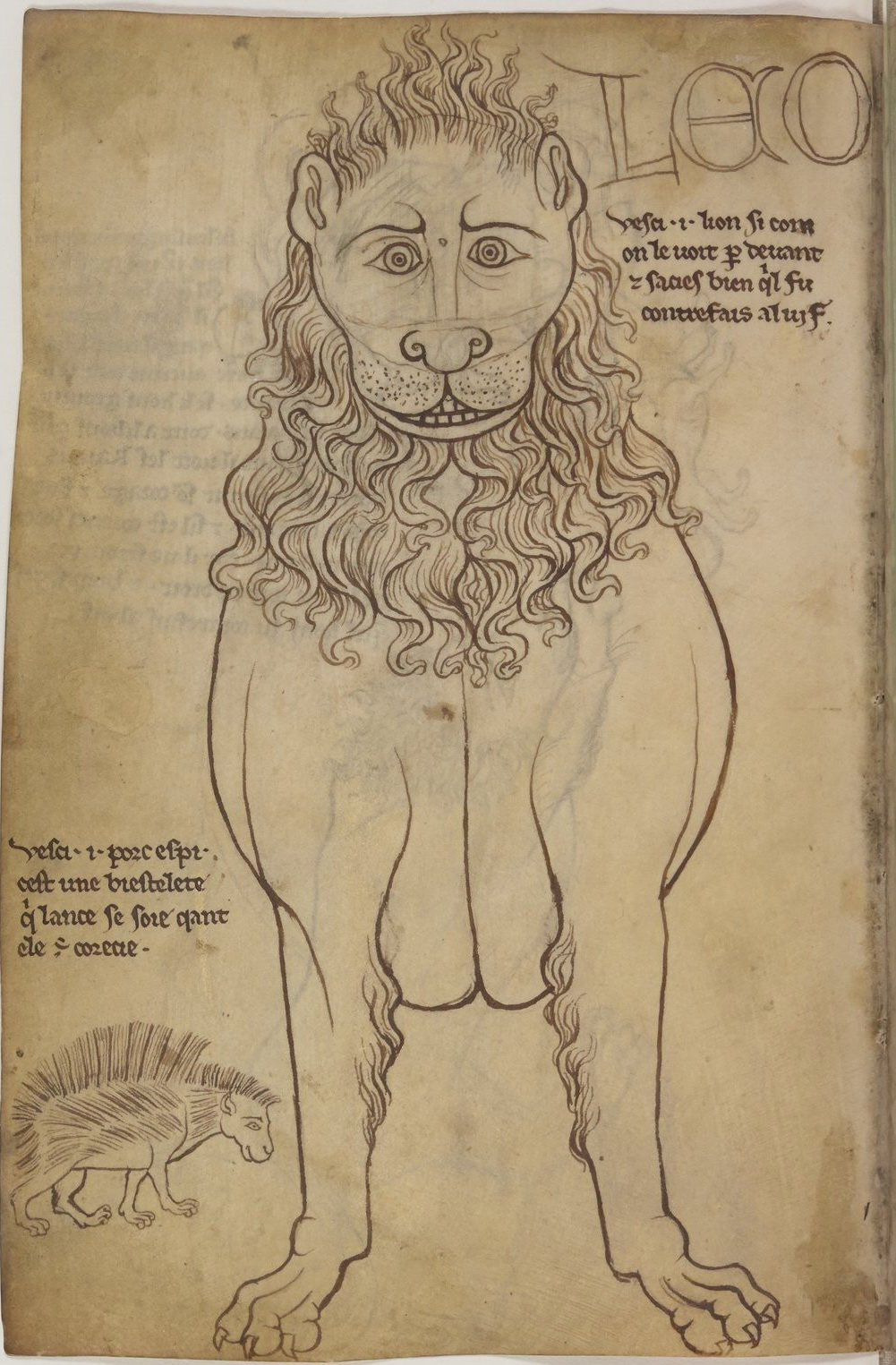
Lion et Porc Epic, France, 1230. Album de Villard de Honnecourt, Bibliothèque Nationale, Paris, MS Fr. 19093

### Postérité
Peintre du début de la Renaissance, Jérôme Bosch fait entrer des animaux et créatures étranges dans certaines de ses œuvres, en particulier dans Le Jardin des Délices. L'artiste utilise des animaux pour critiquer la société dans laquelle il vit.

## Symbolique animale

### Le lion, roi des animaux

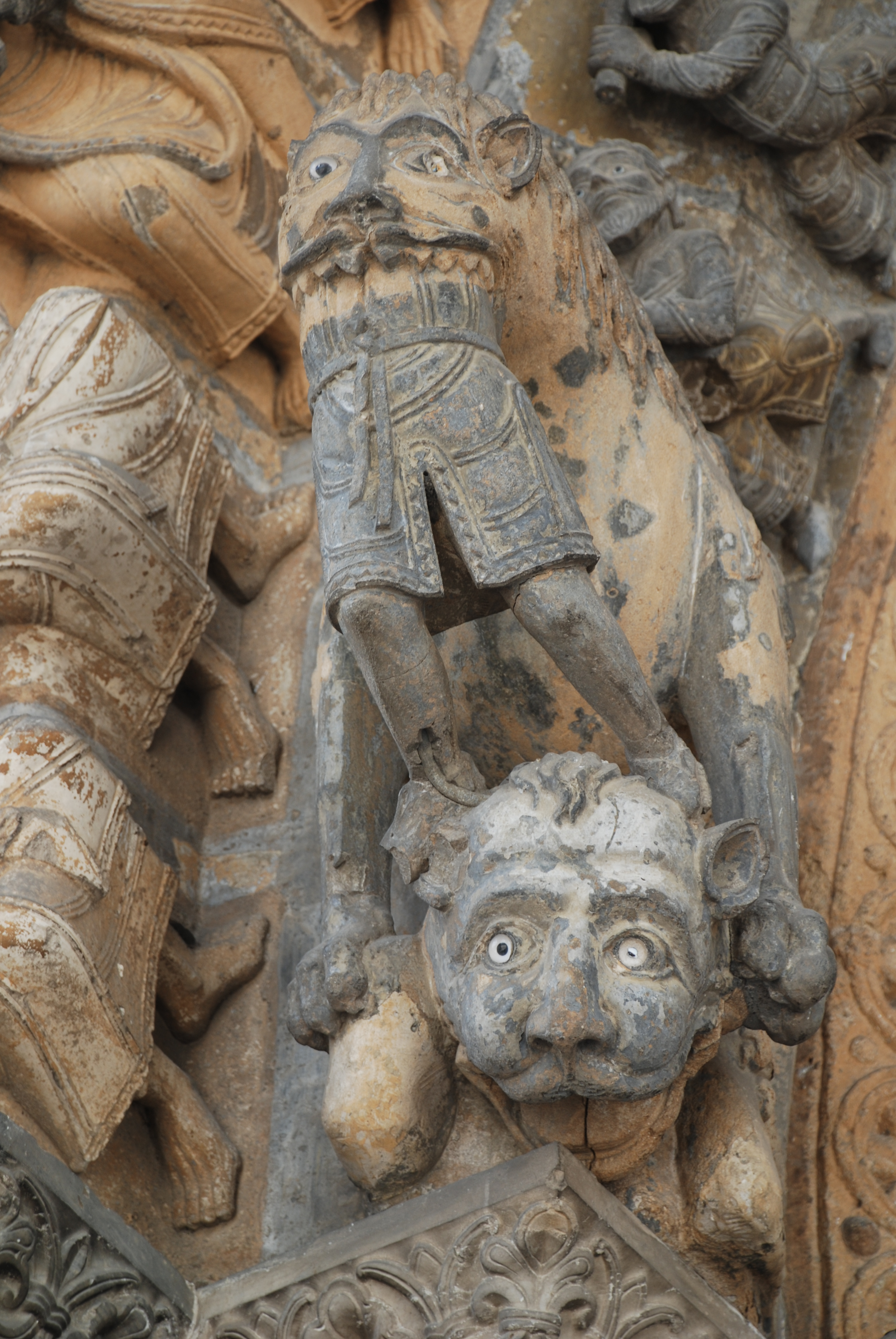
Lion dévorant un pécheur, Cathédrale Sainte-Marie d'Oloron, XIIe siècle

Au Moyen Âge, le lion tient son titre de roi des animaux à la fois de la bible et d'un héritage gréco-romain comme en témoignent les écritures, les fables, les encyclopédies et les bestiaires. Le lion est habituellement identifiable à sa queue et à sa crinière, il arrive qu'en tant que roi il soit couronné. De fait, le lion est clairement associé à la royauté médiévale au travers du surnom de Richard Cœur de Lion de Richard Ier d'Angleterre.
- noblesse
- Geoffroy de Plantagenet, héraldique

Dans l'Ancien Testament, le lion est confronté à l'homme à trois occasions : tué à mains nues par Samson, un essaim d'abeilles s'installe dans son cadavre, terrassé par David pour protéger les brebis de son père et dans la scène de Daniel et la fosse aux lions.
Le combat de Samson contre le lion s'interprète comme la victoire du Christ contre Satan. C'est une scène souvent représentée au Moyen Âge, par exemple sur le tympan d'églises sous forme de bas-relief, sculptée sur les chapiteaux, dans les manuscrits enluminés ou encore sur le retable émaillé de Nicolas de Verdun créé pour l'Abbaye de Klosterneuburg. La scène de Samson recueillant du miel dans la gueule du lion mort figure sur le chambranle sculpté de style wiligelmique de l'Abbaye de Nonantola, le lion devient alors un symbole christique.
La scène de David jeune berger fait figurer le lion ou l'ours. La version avec le lion figure par exemple sur la lanterne de Bégon du trésor de l'abbatiale de Conques et fait partie des quatorze illustrations en pleine page du Psaultier de Paris, manuscrit byzantin du IXe siècle.

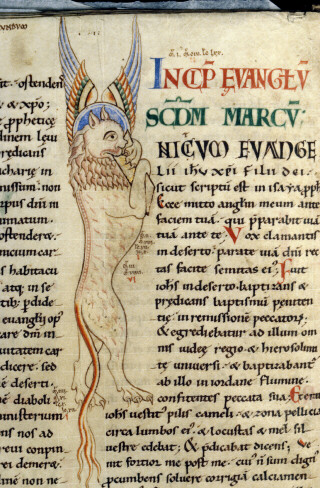
Lion de saint Marc, Bible d'Etienne Harding, 15-29v, XIIe siècle, Bibliothèque municipale de Dijon.

Daniel dans la fosse aux lions, parfois seulement intitulée « Daniel entre les lions » est une scène souvent représentée. Elle figure sur un chapiteau wisigoth du VIe siècle de l'Église de San Pedro de la Nave, dans de multiples églises romanes et sur le portail de l'église Saint-Trophime, à Arles.
L'image du lion peut se faire plus terrifiante illustrant le Psaume 22, verset 22 « Sauve-moi de la gueule du lion », ainsi on trouve des sculptures où des lions dévorent des hommes comme sur le portail de la Cathédrale Sainte-Marie d'Oloron, une autre connotation négative lui est associée par un passage de Pierre faisant référence à Satan qui déambule tel un lion cherchant une proie à dévorer. Le Psaume 91, verset 13 « Tu marcheras sur l'aspic et le basilic, tu piétineras le jeune lion et le dragon » est à l'origine de la figure du Christ marchant sur les animaux (en), comme sur le diptyque de Genoelselderen ou le Christ bénissant du portail de la cathédrale d'Amiens.

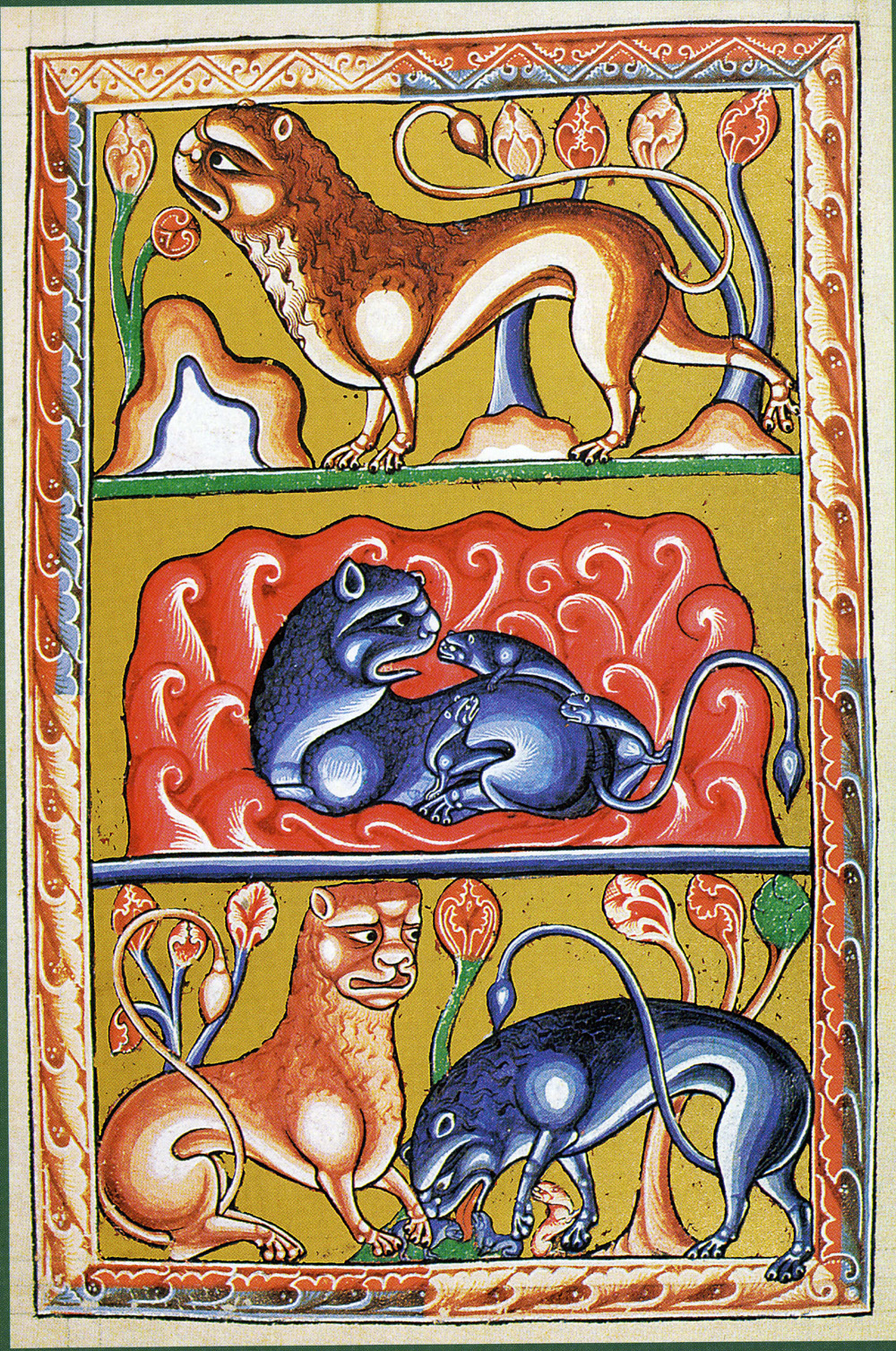
Enluminure représentant un lion sur des hauteurs, la naissance des lionceaux et la réanimation de ceux-ci par le père. Bestiaire d'Ashmole, XIIIe siècle, Oxford, Bibliothèque Bodléienne

Dans le Physiologos puis dans les bestiaires, on affirme que le lion peut dormir les yeux ouverts, ce qui confia au lion un rôle de gardien qui se concrétise par sa présence à l'entrée d'églises ou de salles, comme sur le trumeau de l'abbaye Saint-Pierre de Moissac. Les manuscrits enluminés représentent le lion selon les trois caractères fondamentaux donnés dans le Physiologos : il se tient en haut des montagnes, ses yeux sont ouverts même lorsqu'il dort,, il ramène ses lionceaux nés morts à la vie après qu'ils ont passé trois jours dans les limbes. Cette dernière caractéristique l'associe à la résurrection : il a donc aussi un rôle de protection des hommes dans la mort est se retrouve ainsi aux pieds de gisants.
- antéchrist
- zodiaque

Le lion est aussi dépeint à travers les images positives de saint Jérôme et son lion, du tétramorphe (lion de saint Marc). Le lion ailé est très représenté à Venise : il en est le symbole, et la légende attribue à la ville de garder la dépouille de saint Marc. Ainsi, le lion revient très souvent dans les églises catholiques car il représente la force du croyant combattant le péché, et dans les objets : bracelets en patte de lion, siège épiscopal sculpté à l'effigie du lion, sur le socle des chandeliers, les portails d'église…

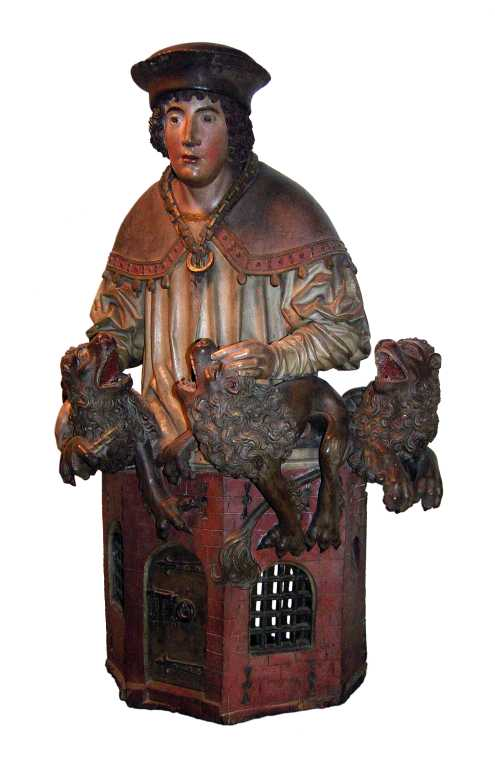
Daniel dans la fosse aux lions Bois sculpté polychrome, Cathédrale Saint-Sauveur à Bruges, Xe siècle.
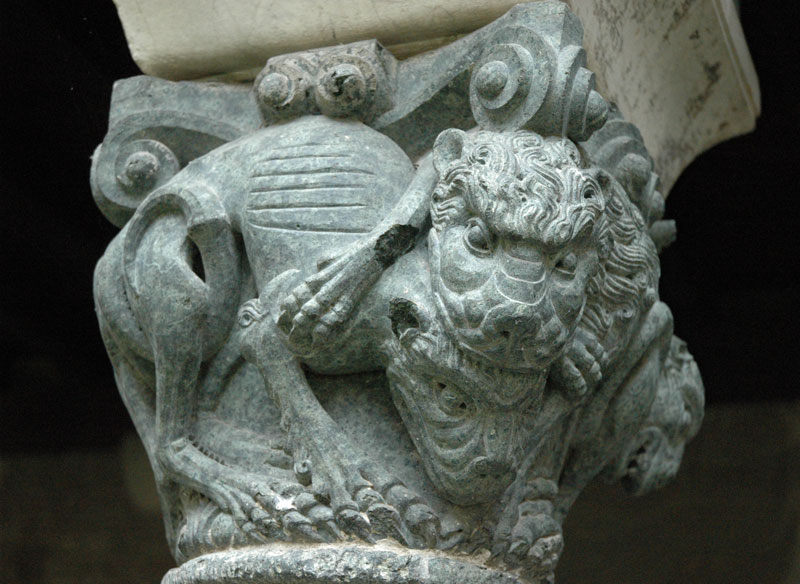
Les représentations de l'art roman sont toujours effrayantes et étranges. Sculpture de Maître de Cabestany dans la cathédrale de Prato en Italie.
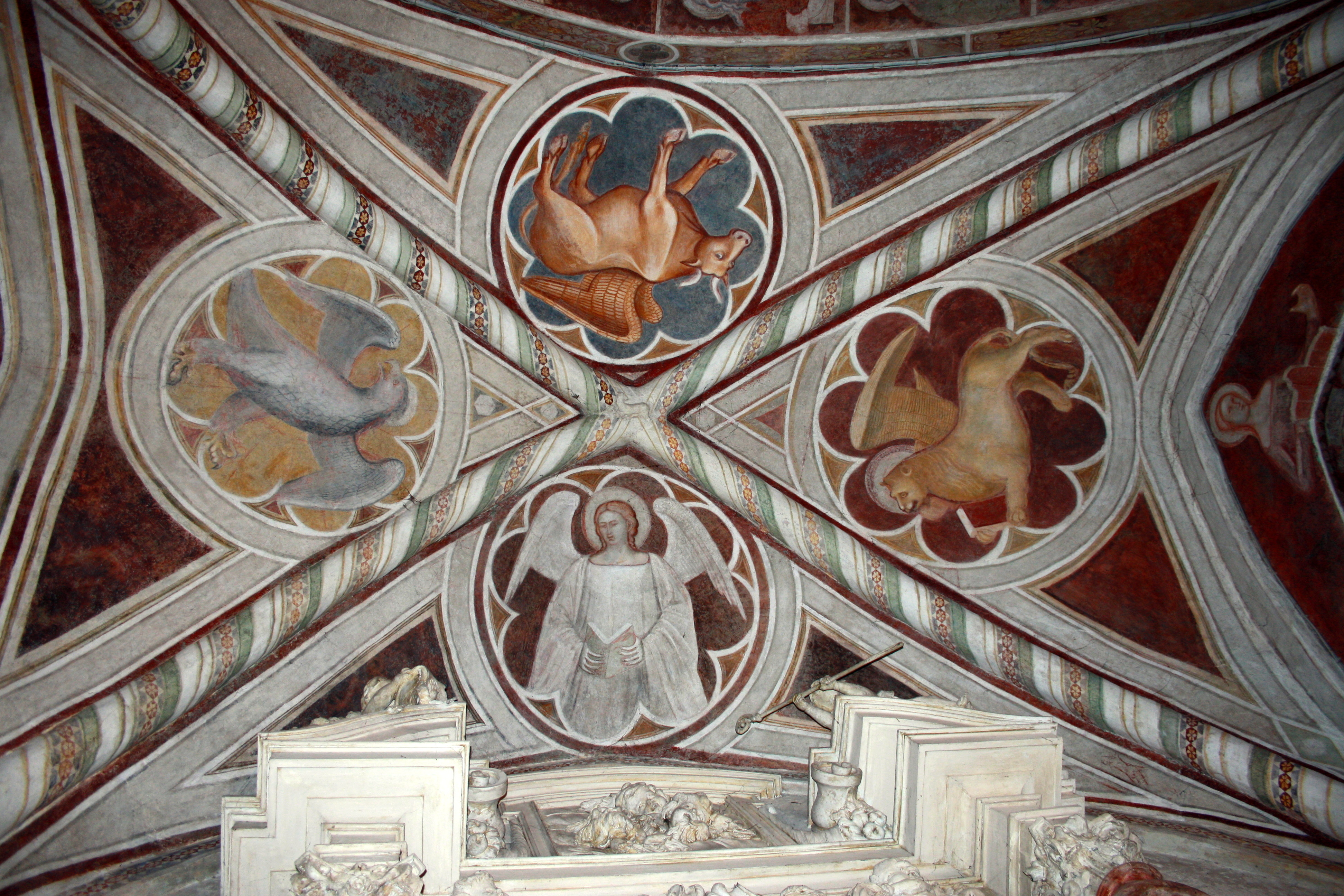
Les quatre figures du tétramorphe Fresque gothique de l'Abbaye de Viboldone en Italie
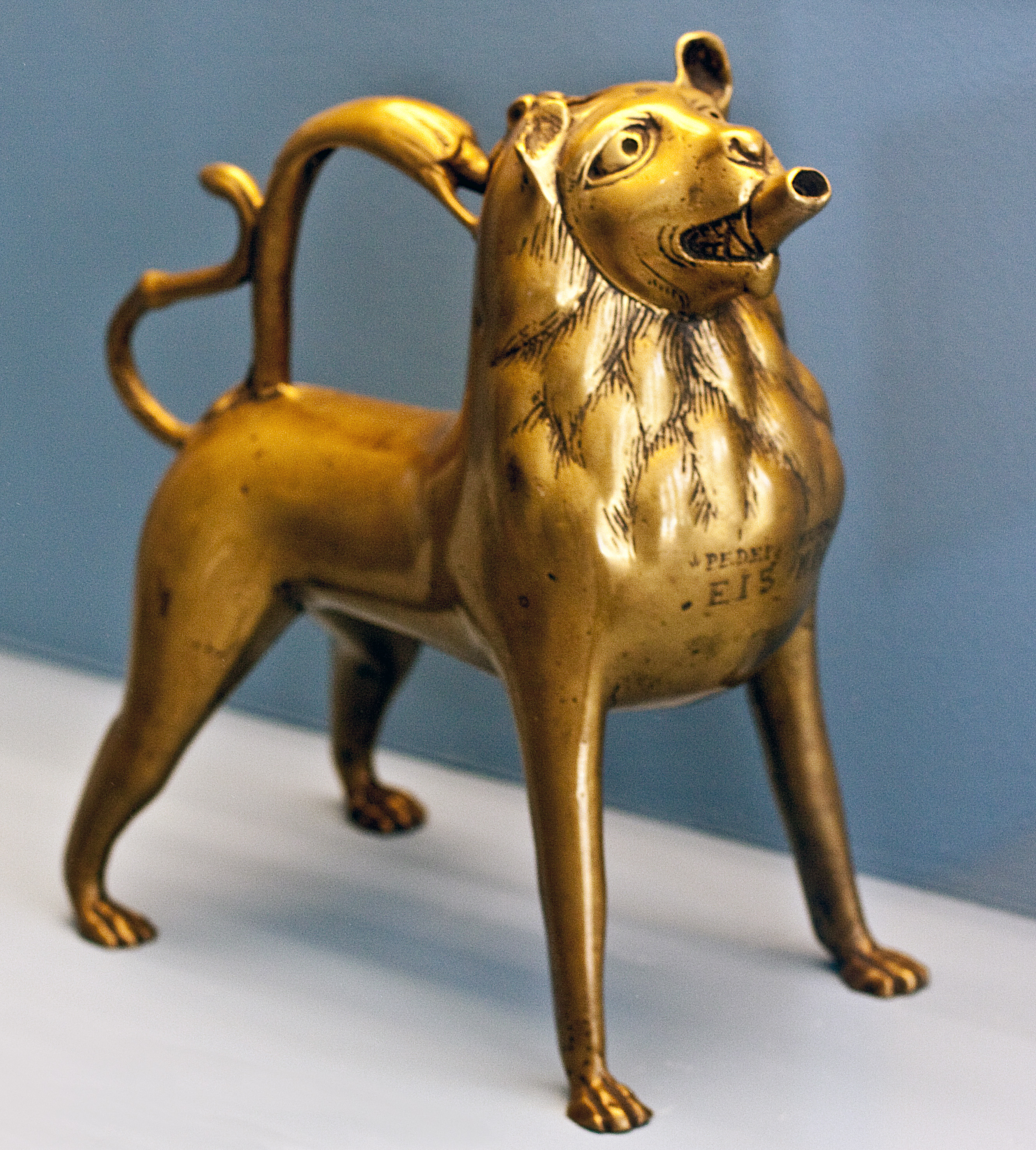
Aquamanile en forme de Lion (1250-1300)

### Le taureau
Considéré comme le plus sauvage des animaux domestique, il symbolise la force et la fertilité.

### L'agneau
- Agnus Dei

### Le cerf, ennemi du serpent
Le cerf était réputé pour tuer les serpents, ce qui en fait évidemment un animal christique. De plus, ses bois qui tombent et repoussent chaque année l'associent à la résurrection. Au cours du Moyen Âge, la chasse au cerf devint la chasse noble par excellence du fait de la déchéance de l'ours.

### L'ours, roi déchu

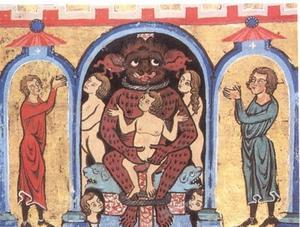
Représentation du Diable sous forme d'ours dans un lectionnaire bavarois, vers 1260-1270.

Nous savons que l'ours était célébré et vénéré durant l'Antiquité et le haut Moyen Âge, notamment par les celtes et les germano-scandinaves : les autorités chrétiennes se sont donc efforcées de lutter contre ces cultes animistes en s'attaquant à la symbolique de l'ours qui, de roi des animaux, passa au statut de bête balourde, idiote et domptée au cours du XIIe siècle. Cette dépréciation de l'ours passa par la lutte physique contre l'animal et les fêtes qui lui étaient dédiées, mais aussi, et surtout, par l'hagiographie et les représentations. En effet, l'hagiographie abonde d'exemples où des saints apprivoisent des ours, tels saint Blaise, saint Colomban et saint Gall. Tous avaient pour fonction de lutter contre les cultes païens liés à l'ours. Parallèlement et selon Michel Pastoureau, de nombreux théologiens médiévaux s'inspirèrent de saint Augustin et de Pline l'Ancien pour dresser un portrait diabolique de l'ours et le dévaloriser. Ainsi associé au Diable, l'ours devint son animal favori ou l'une de ses formes. Dans l'iconographie chrétienne, le Diable possède souvent les pieds, le mufle et le pelage d'un ours. L'apparence velue de l'ours et sa couleur brune devinrent un signe de bestialité diabolique, et l'animal se vit chargé de péchés capitaux.

### Le renard
- Animal biblique qui symbolise la ruse et la sagesse.

### La licorne

#### Représentations
Les premières licornes des bestiaires médiévaux ressemblaient rarement à un cheval blanc, mais plutôt à une chèvre, un mouton, une biche, voire à un chien, un ours et même un serpent. Elles étaient de couleurs variées, y compris bleues, brunes et ocre, avant que la couleur blanche et la forme torsadée de la corne ne se généralisent. Souvent confondue avec le rhinocéros, les descriptions des deux « animaux » se confondent dès Pline l'Ancien qui décrit que l'unicorne existe en deux variétés, l'une, très discrète, ressemble à une antilope ou à une chèvre avec une unique corne sur le front, l'autre est un animal énorme incapturable, avec une peau très dure. La généralisation de sa forme à la fois caprine et chevaline et de sa couleur blanche serait le résultat du symbolisme et des allégories qui lui sont attribuées.

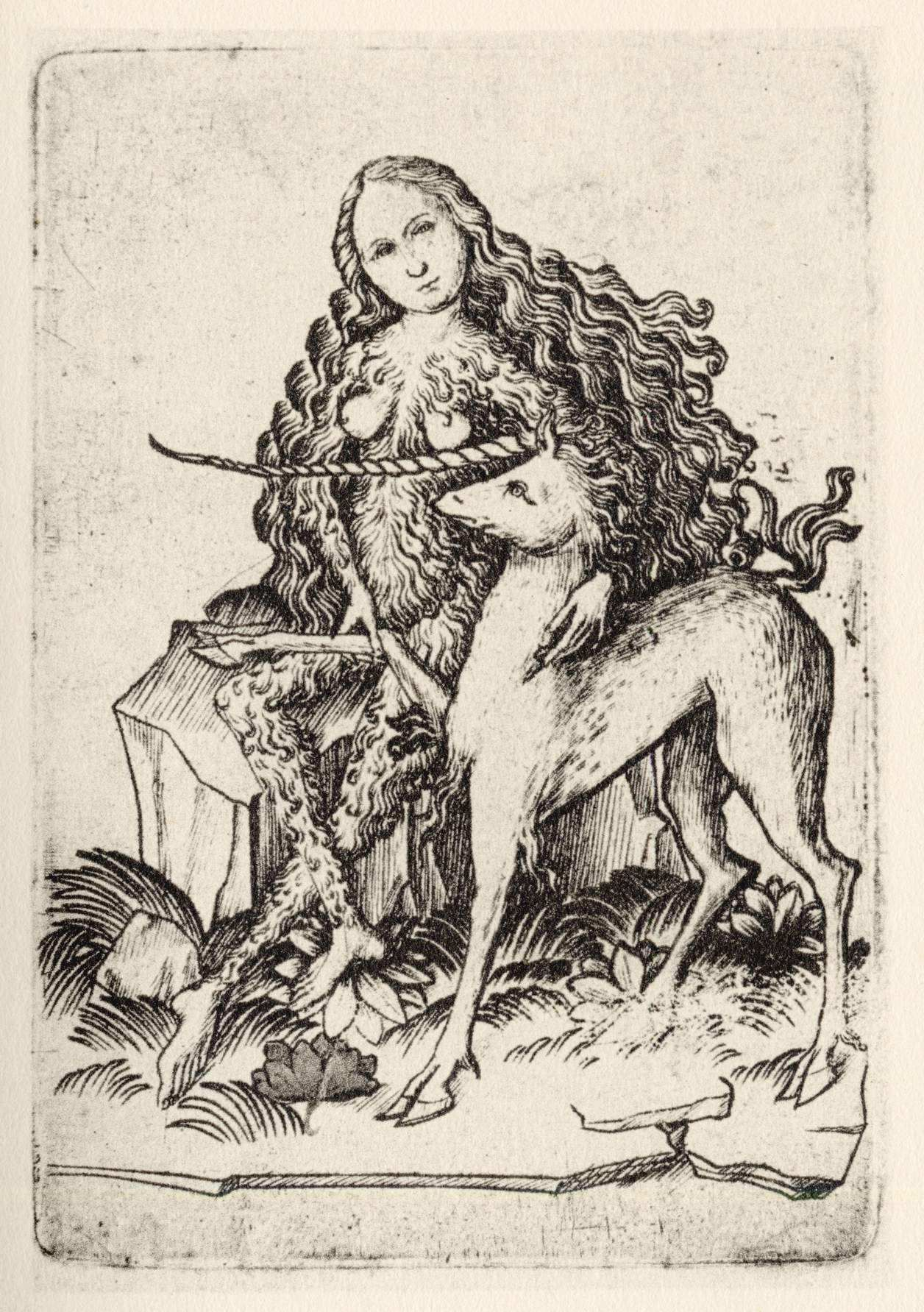
Jeune femme sauvage en compagnie d'une licorne, vers 1460-1467

La licorne devient dès la fin du XIIe siècle et au début du XIIIe siècle l'un des thèmes favoris des bestiaires et de la tapisserie dans l'occident chrétien, et dans une moindre mesure, des sculptures. Deux séries de tapisseries représentant des licornes restent célèbres : La Chasse à la licorne et La Dame à la licorne.
La Chasse à la licorne est une célèbre série de sept tapisseries exécutées entre 1495 et 1505, qui représentent un groupe de nobles poursuivant et capturant une licorne. Cette série, probablement exécutée pour un commanditaire français (peut-être à l'occasion d'un grand mariage) par les ateliers de Bruxelles ou de Liège, fut ensuite propriété de la famille de La Rochefoucauld, avant d'être achetée par John D. Rockefeller, qui en fit don au Metropolitan Museum of Art, où elle se trouve aujourd'hui.
La Dame à la licorne est une série de six tapisseries datées de la fin du XVe siècle et exposées au Musée de Cluny à Paris. Sur chacune d'elles, un lion et une licorne sont représentés à droite et à gauche d'une dame. Cinq de ces représentations illustrent un sens et la sixième tapisserie, sur laquelle on peut lire la formule « Mon seul désir » sur une tente, est plus difficile à interpréter.

#### Symbolisme

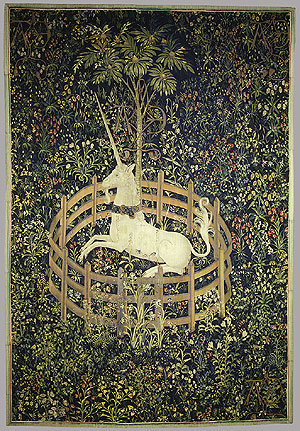
La Licorne captive, Tapisserie de la série de La Chasse à la licorne, ateliers bruxellois (?), vers 1500, Musée des Cloisters, Metropolitan Museum of Art, New York.

On compte des centaines, voire des milliers de miniatures de licornes avec la même mise en scène inspirée du Physiologos : la bête est séduite par une vierge traitresse et un chasseur lui transperce le flanc avec une lance. La « capture de la licorne » semble issue de la culture de l’amour courtois, liée au respect de la femme, aux loisirs délicats, à la musique et à la poésie et toutes ces illustrations sont d'inspiration chrétienne, la licorne représentant la trahison envers le Christ, flanc percé par une lance comme dans l'épisode biblique de la Passion de Jésus-Christ. Selon Francesca Yvonne Caroutch, la licorne figurerait la bête divine dont la corne capte l'énergie cosmique et féconde la Madone dans les nombreuses « Annonciations à la licorne ».
Selon le dictionnaire des symboles, les œuvres d'art qui présentent deux licornes s'affrontant seraient l'image d'un violent conflit intérieur entre les deux valeurs de la licorne : virginité et fécondité. À partir du XVe siècle, les hommes et les femmes sauvages deviennent fréquents dans l'iconographie et la licorne est associée aux bêtes sauvages, parfois chevauchée par des sylvains, bien que seule une vierge puisse la monter. Cette idée selon laquelle la licorne ne peut vivre qu'à l'écart des hommes, à l'état sauvage et dans une forêt reculée dont on ne peut l'arracher, auquel cas elle mourrait de tristesse, sera reprise par d'autres auteurs bien plus tard, notamment par Carl Gustav Jung.

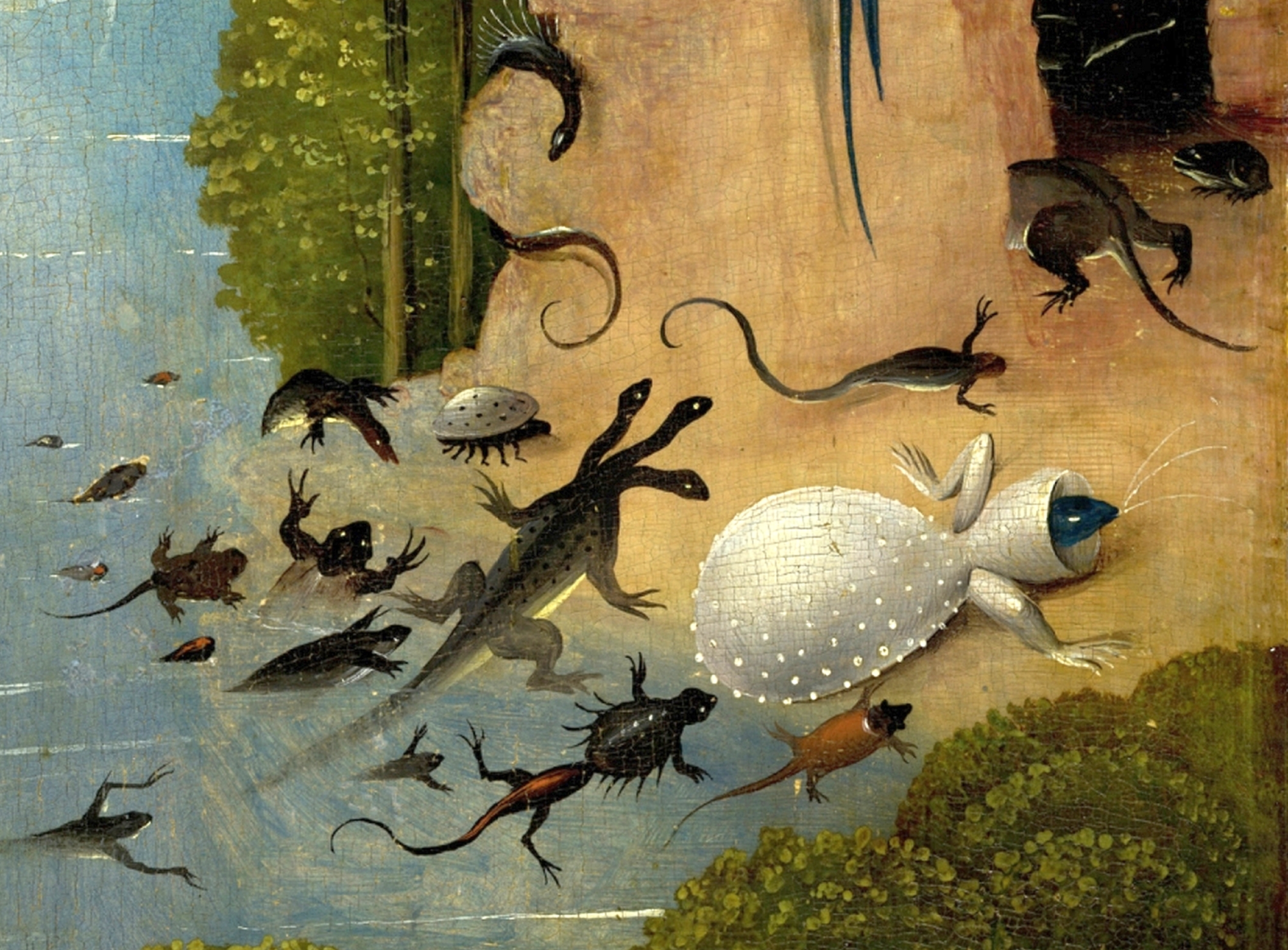
Jérôme Bosch, Le Jardin des Délices, panneau de gauche, v.1500, Madrid, musée du Prado: poissons et chimères

### La colombe

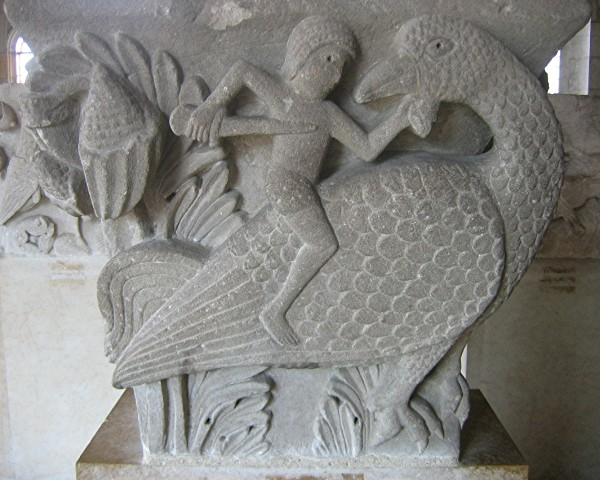
Chapiteau de la salle capitulaire, cathédrale d'Autun, France

### «Poissons»
- Le dauphin, roi des poissons
- La baleine

### La sirène
- Poisson ou oiseau

### Le phénix, symbole de la résurrection
Le phénix symbolise la longévité et l'immortalité

### Le dragon, roi des serpents

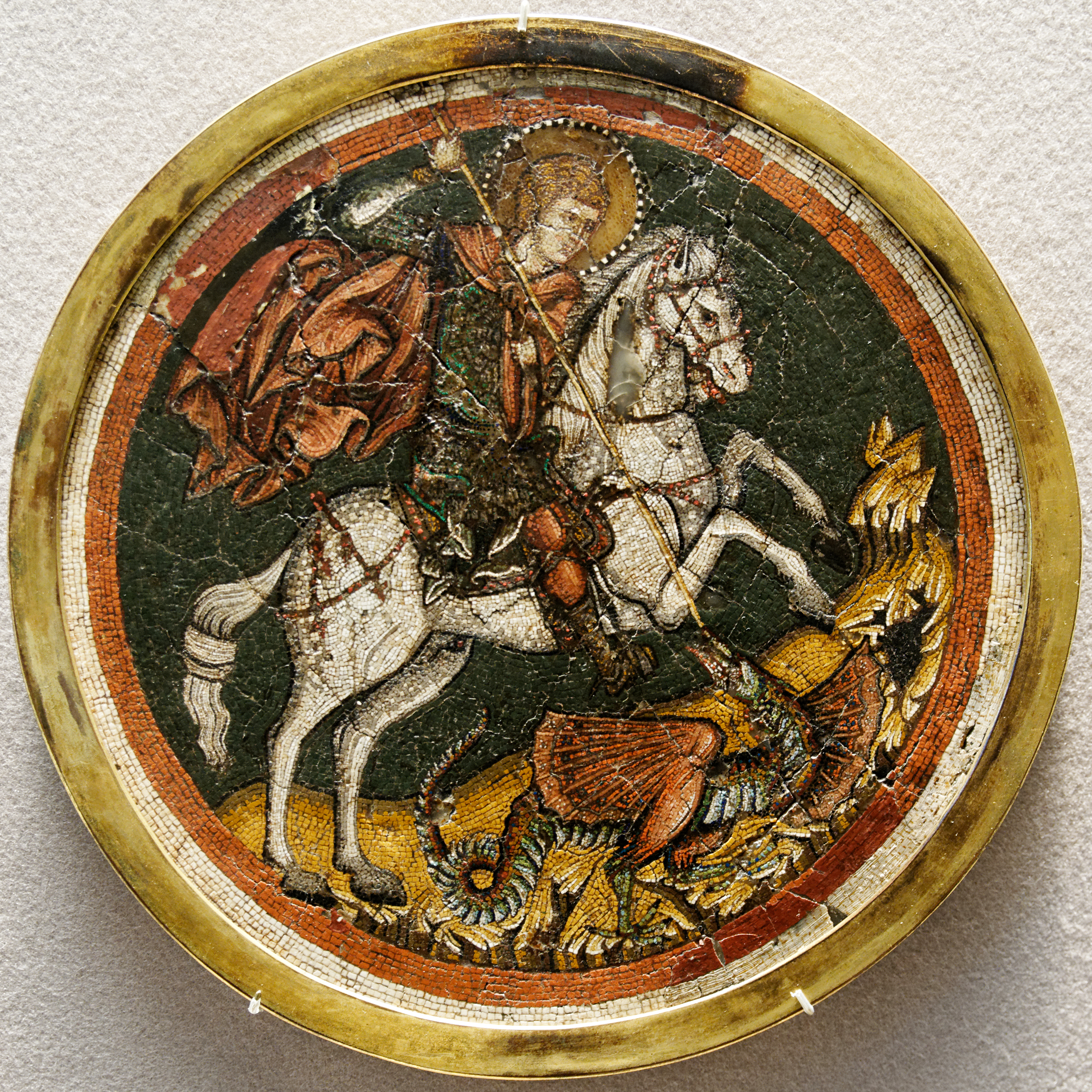
Saint Georges terrassant le dragon, mosaïque byzantine portative, Musée du Louvre, première moitié du XIVe siècle

Issu de traditions celtiques et asiatiques, le dragon apparaît dès l'art paléochrétien. On le retrouve dans l'art byzantin, les icônes slaves, les gargouilles et les manuscrits enluminés.
Le dragon médiéval est un monstre malfaisant et hideux toujours associé au mal. Comme en latin, draco signifie à la fois dragon et serpent, le dragon est lié au serpent et en particulier au tentateur de la Genèse, qui a poussé Adam et Ève à gouter le fruit défendu. Les encyclopédies médiévales le classifient donc comme un serpent.
Le dragon est représenté sous diverses formes, le plus souvent avec deux pattes griffues, une longue queue de reptile et parfois des ailes, voire plusieurs têtes.
Dans l'apocalypse, saint Michel et ses anges combattent le dragon :

« Et il y eut un combat dans les Cieux ; Michel et ses anges affrontèrent le dragon... et le grand dragon fut terrassé, le Serpent des Anciens, celui que l'on nomme Diable ou Satan »

Le dragon est terrassé par de nombreux saints dans des combats qui symbolisent le triomphe du Bien sur le Mal, voire la victoire du christianisme sur le paganisme. Ainsi, dans certaines versions de saint Georges et le dragon, le saint n'accepte de tuer le monstre que si les villageois se font baptiser. Dans la légende de sainte Marguerite d'Antioche, le dragon qui avale la sainte et dont elle sort intacte grâce à une croix est le Diable.
Marthe de Béthanie se sert d'eau bénite pour maîtriser un dragon, la tarasque, dragon à six pattes qui selon la légende dorée donne son nom à la ville de Tarascon.

### Le griffon
Le griffon est un animal ailé mi lion (partie basse)- mi aigle (partie haute).

### Le cheval
Le cheval fait partie des animaux du quotidien au Moyen Âge. Il est l'attribut des chevaliers et fait l'objet d'un vocabulaire spécifique : palefroi, destrier ou roncin désignent des types de chevaux aux utilisations diverses. Depuis l'Antiquité, des chevaux merveilleux tels que Pégase peuplent les contes et légendes. Au Moyen Âge, les héros de chanson de geste montent des chevaux-fées tels que Bayard ou des palefrois exceptionnels, aussi beaux qu'intelligent qui servent l'amour courtois.